# Pacherenc du Vic-Bilh (wijnstreek)

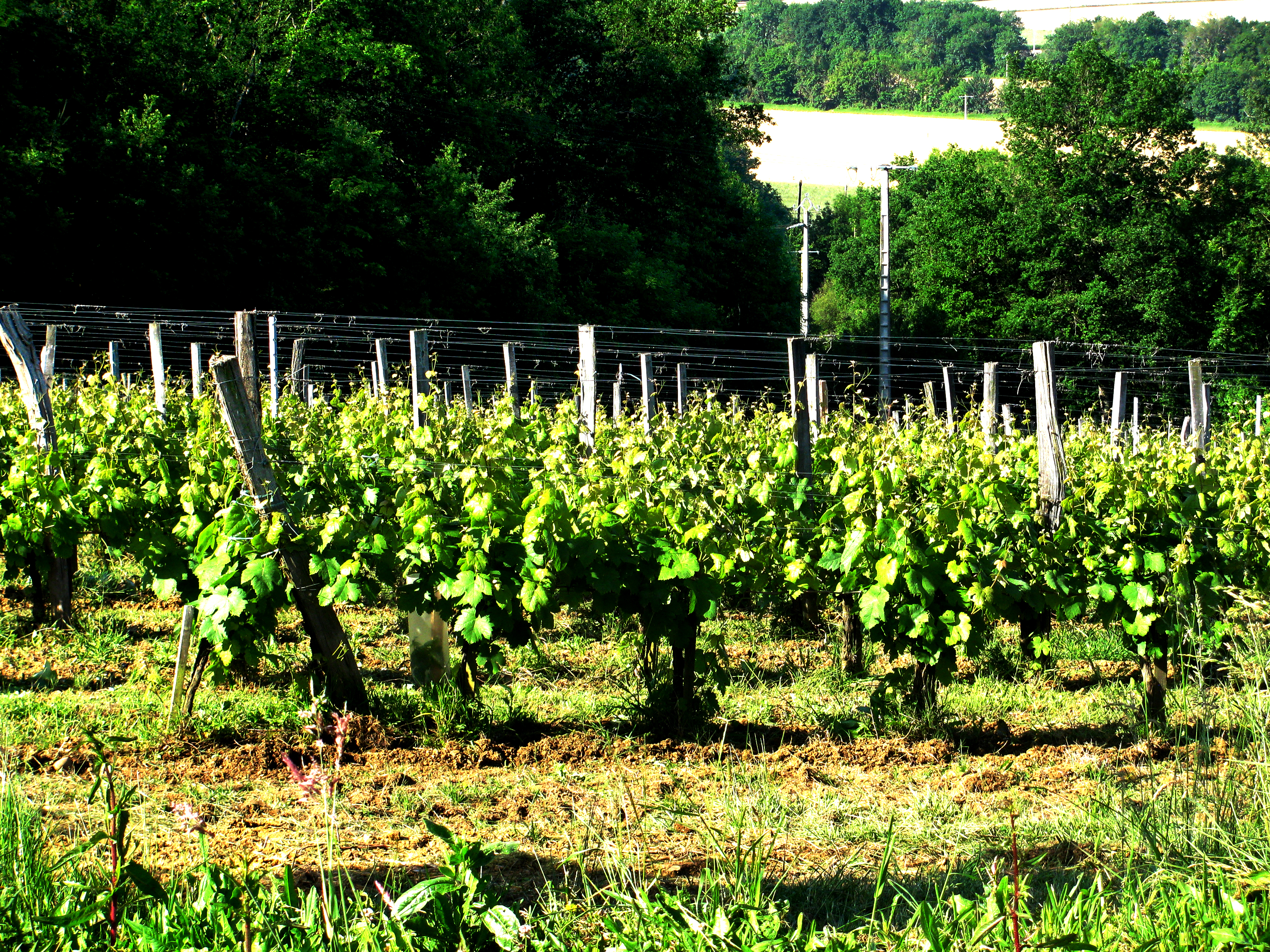
Pacherenc du Vic-Bilh

Pacherenc du Vic-Bilh een wijngebied in het zuidwesten van Frankrijk, in het Frans de Sud-Ouest genoemd. In dit gebied worden eveneens de wijnen van Madiran geproduceerd.
Het productiegebied ligt ten noorden van het hoogste gedeelte van de Pyreneeën verspreid over drie departementen; Gers, Hautes-Pyrénées en Pyrénées-Atlantiques.
De ongebruikelijke benaming komt uit het dialect dat in Gascogne wordt gesproken. "Bi de Bits Pacherads" betekent ongeveer "Wijnranken aan palen" (de wijnranken groeien langs hoge palen). Het heuvellandschap van de AOC wordt "Vic-Bilh" (Vieux Pays = Oud land) genoemd.
Er worden twee twee typen wijn geproduceerd:
- Pacherenc du Vic-Bilh een volle, zachte, laatgeoogste witte, moelleux-, likeurachtige wijn.

Deze witte wijnen met een hoog suikergehalte (30 tot 50 gram per liter) dragen sinds 1997 eveneens het keurmerk AOC en wordt hoofdzakelijk samengesteld uit de druivensoorten Arrufiac (waaruit de wijn voor ten minste 30% moet bestaan), Courbu en Petit-Manseng. Het gezamenlijk aandeel van deze soorten moet ten minste 60% zijn. Daarnaast worden bijvoorbeeld Gros-Manseng, Sauvignon blanc en Sémillon gebruikt. Het aandeel van de twee laatstgenoemde soorten mag in totaal echter niet meer dan 10% bedragen.
- Pacherenc du Vic-Bilh Sec een volle, droge witte wijn, gereglementeerd met een apart decreet (voor het laatst gewijzigd op van 24 april 2007).